# Argyrotome prattaria
Argyrotome prattaria är en fjärilsart som beskrevs av William Schaus 1917. Argyrotome prattaria ingår i släktet Argyrotome och familjen mätare. Inga underarter finns listade i Catalogue of Life.